# Balankine Nord
Pour les articles homonymes, voir Balankine.
Ne doit pas être confondu avec Balankine Sud.
 (mars 2013).
Si vous disposez d'ouvrages ou d'articles de référence ou si vous connaissez des sites web de qualité traitant du thème abordé ici, merci de compléter l'article en donnant les références utiles à sa vérifiabilité et en les liant à la section « Notes et références ».
Balankine Nord est un village du Sénégal situé en Basse-Casamance. Bordé au sud par Djilonguia, au nord par Mampalago, à l'est par le Soungrougrou et à l'ouest par la route nationale 4 appelée la « Transgambienne », il fait partie de la communauté rurale d'Oulampane, dans l'arrondissement de Sindian, le département de Bignona et la région de Ziguinchor.

## Histoire
Balankine Nord a été créé en 1830 par Lépo Coly venu du village de Gnassaran.
Balankine Nord continue toujours ses activités de rassemblement de ses fils une fois dans l'année, plus précisément au mois de mai, pour discuter des projets du village. La construction de trois salles de classe de l'école française en 1970, puis trois autres en 2005, de l'école arabe en 1976, d'une case de santé en 2006 par le fonds social italien et une grande mosquée en 2008-2010.

## Population
Lors du dernier recensement (2002), la localité comptait 631 habitants et 88 ménages.

## Activités économiques
La vente des mangues, d'arachides, d'oranges, de citrons et de ses activités socioculturelles.

## Sport
C'est un village sportif qui a remporté Sept
```
fois la coupe de football de la communauté rurale d'Oulampane.Et une fois 
```

champion départemental en 2010